# Air Pohang
Air Pohang (hangul: 에어포항; rr: E-eo Pohang) foi uma companhia aérea doméstica sul-coreana de baixo custo que iniciou suas operações em fevereiro de 2018. A companhia aérea encerrou todas as operações em 29 de novembro de 2018.

## História
A Air Pohang foi fundada em 2018. A companhia aérea iniciou suas operações em 7 de fevereiro de 2018, com um voo do Aeroporto Internacional de Gimpo para o Aeroporto de Pohang. A companhia aérea encerrou suas operações em 29 de novembro de 2018.

## Frota
A frota da Air Pohang consistia nas seguintes aeronaves:
| Aeronaves           | Em Serviço | Ordens | Passageiros | Notas |
| ------------------- | ---------- | ------ | ----------- | ----- |
| Bombardier CRJ200ER | 1          | –      | 50          |       |
| Total               | 1          | 0      |             |       |